# All Killer, No Filler
Albums de Sum 41
Half Hour of Power
(2000) Does This Look Infected?
(2002)
Singles
1. Fat Lip
Sortie : avril 2001
2. In Too Deep
Sortie : septembre 2001
3. Motivation
Sortie : janvier 2002
4. Handle This
Sortie : 17 juin 2002

All Killer, No Filler, parfois écrit All Killer No Filler est le deuxième album studio du groupe canadien Sum 41 Il est paru le 8 mai 2001. L'album est certifié triple disque de platine au Canada, grâce à la vente de plus d'un million d'exemplaires dans les premiers mois après sa sortie. 
Ainsi l'album s'est vendu à 5 millions d'exemplaires aux États-Unis et à 15 millions dans le monde (sans compter le Canada). Le fameux magazine anglais Rolling Stone le classe à la 15e place du top 50 des meilleurs album de pop punk de tous les temps. Cet album, porté par des musiciens en pleine cohésion et par le producteur Jerry Finn, qui avait déjà collaboré avec Blink-182, Green Day et The Offspring, a fait connaître au grand public Sum 41.
L'album contient des paroles sur divers sujets tournant autour de l'adolescent moyen qui habitait les membres du groupe tels que la décadence de la société, la paresse, l'auto-indulgence et les relations entre parents et enfants. Dans une émission de MTV, où avait été invité le batteur Steve Jocz et le chanteur et guitariste Deryck Whibley, ce dernier avait déclaré que la majorité des chansons de All Killer, No Filler avaient été écrites dans le sous-sol de Steve. Le titre de l'album est une référence à l'album All Killer, No Filler: The Anthology de Jerry Lee Lewis.

## Liste des pistes
| All Killer, No Filler | All Killer, No Filler       | All Killer, No Filler | All Killer, No Filler | All Killer, No Filler | All Killer, No Filler | All Killer, No Filler | All Killer, No Filler | All Killer, No Filler | All Killer, No Filler |
| No                    | Titre                       | Auteur                | Durée                 |                       |                       |                       |                       |                       |                       |
| --------------------- | --------------------------- | --------------------- | --------------------- | --------------------- | --------------------- | --------------------- | --------------------- | --------------------- | --------------------- |
| 1.                    | Introduction to Destruction | Sum 41                | 0:37                  |                       |                       |                       |                       |                       |                       |
| 2.                    | Nothing on My Back          | Sum 41                | 3:01                  |                       |                       |                       |                       |                       |                       |
| 3.                    | Never Wake Up               | Sum 41                | 0:49                  |                       |                       |                       |                       |                       |                       |
| 4.                    | Fat Lip                     | Sum 41                | 2:58                  |                       |                       |                       |                       |                       |                       |
| 5.                    | Rhythms                     | Sum 41                | 2:58                  |                       |                       |                       |                       |                       |                       |
| 6.                    | Motivation                  | Sum 41                | 2:49                  |                       |                       |                       |                       |                       |                       |
| 7.                    | In Too Deep                 | Sum 41                | 3:27                  |                       |                       |                       |                       |                       |                       |
| 8.                    | Summer                      | Sum 41                | 2:49                  |                       |                       |                       |                       |                       |                       |
| 9.                    | Handle This                 | Sum 41                | 3:37                  |                       |                       |                       |                       |                       |                       |
| 10.                   | Crazy Amanda Bunkface       | Sum 41                | 2:15                  |                       |                       |                       |                       |                       |                       |
| 11.                   | All She's Got               | Sum 41                | 2:21                  |                       |                       |                       |                       |                       |                       |
| 12.                   | Heart Attack                | Sum 41                | 2:49                  |                       |                       |                       |                       |                       |                       |
| 13.                   | Pain for Pleasure           | Sum 41                | 1:42                  |                       |                       |                       |                       |                       |                       |
| 32:13                 |                             |                       |                       |                       |                       |                       |                       |                       |                       |

Ce disque contient une plage CD-Rom/multimédia sur laquelle figurent les clips de Fat Lip et de Pain For Pleasure, une espèce d'impro de rap-battle entre les membres du groupe chez un épicier, et une sorte de concours potache consistant à courir, s'arrêter, et agiter énergiquement la tête latéralement. La version anglaise de l'album présente une pochette bleue et non noire, ainsi qu'une quatorzième piste Makes No Difference, apparaissant déjà sur l'album précédent, Half Hour of Power.

## Collaborateurs
Sum 41
- "Bizzy D" - guitare, chant, batterie sur Pain for Pleasure
- "Brown Sound" - guitare solo, chœur, chant sur Fat Lip
- "Cone" - basse, chœur
- "Stevo 32" - batterie, chant sur Pain for Pleasure et Fat Lip

Production
- Jerry Finn

Mixage
- Tom Lord-Alge

Musicien additionnel et manageur
- Greig Nori - chœur sur Motivation, guitare sur Handle This et Pain for Pleasure

Graphisme
- Jonathan Mannion - Photographie, Design

Ingénieurs du son
- Joe McGrath
- Sean O'Dwyer

Assistants
- Robert Read
- Alan Sanderson
- Katy Teasdale